# Хьюитт, Уильям Абрахам
Уильям Абрахам Хьюитт (англ. William Abraham Hewitt, 15 мая 1875, Коберг, Онтарио, Канада — 8 сентября 1966) — канадский спортивный журналист. Работал в тесном сотрудничестве с ассоциациациями любительского хоккея Онтарио и Канады. Включён в зал хоккейной славы в 1947 году.
Хьюитт также известен тем, что с его подачи на хоккейных воротах появилась сетка, существенно сократившая количество спорных ситуаций при засчитывании шайб.

## Становление карьеры
В детском возрасте переехал с семьей в Торонто. Учась в школе начал подрабатывать в газете Вечерние новости Торонто (англ. Toronto Evening News), позднее стал репортёром. Работал спортивным редактором в газете до тех пор, пока не перешёл в Montreal Herald, а затем в Toronto Star.

## Хоккей
Основным увлечением Хьюитта был хоккей. В 1903 году он начал работать на хоккейную ассоциацию Онтарио (ОХА) в качестве секретаря организации и оставался на своём посту более 60 лет. В 1912 году Уильям Хьюитт вместе с Клодом Робинсоном основали Канадскую ассоциацию любительского хоккея (КАХА). В созданной организации он занимал пост секретаря-казначея с 1915 по 1919 годы, регистратора — с 1922 по 1923 годы и регистратора-казначея — с 1924 по 1961 годы. В 1931 году Хьюитт выступал за решение о строительстве арены для команды Торонто Мэйпл Лифс в центре Торонто около Янг-стрит. Вскоре после этого он покинул свой пост в газете чтобы работать менеджером новой арены. Последующие годы он был тесно связан с ареной и не пропускал ни профессиональные, ни любительские игры.
Хьюитт был активно связан и с международным хоккеем. Его тренерские успехи на олимпийской арене впечатляют: он привёл к золоту на играх команды Winnipeg Falcons в 1920, Toronto Granites в 1924 и Toronto Varsity Grads в 1928 годах. На соревнованиях в Антверпене, Бельгия, в 1920 году Хьюитт судил матч между хозяевами турнира и командой Швеции.
В 1925 году Хьюитт попал в автомобильную аварию в Пенсильвании, в которой скончалась его жена, а он сам получил многочисленные травмы. Несмотря на это Уильям Хьюитт оставался верен своему увлечению и совершал трансконтинентальные перелёты чтобы посмотреть за игрой национальной команды.

## Другие увлечения
Другим увлечением Хьюитта было регби. В 1907 году при его участии была основана футбольная лига Big Four (большая четвёрка). В 1918—1919 годы Хьюитт был президентом Канадского союза регби и принимал участие в создании межпровинциального союза футбола и регби. В то же время он был стюартом канадской ассоциации скачек на лошадях.
В 1921 году Хьюитт отправил своего сына Фостера в Детройт, постигать азы радио, которое только появилось в то время. Фостер Хьюитт стал одним из самых знаменитых спортивных комментаторов Канады. Награды, названной в его честь и основанной в 1984 году, награждаются спортивные комментаторы, внёсшие своей работой существенный вклад в популяризацию хоккея.

## Награды
За время своей карьеры Хьюитт удостоился целого ряда наград. 5 декабря 1925 года он был признан пожизненным членом ОХА, а позднее получил аналогичное звание от КАХА и ассоциации любительского хоккея США. Он руководил попечительскими советами юниорского хоккейного чемпионата Канады, носящего название Кубок Мемориал (англ. Memorial Cup), и турнира ветеранов в Северной Америке — Кубок Аллана (англ. Allan Cup).
В 1947 году Уильям Хьюитт был включён в Международный хоккейный зал славы (г.Кингстон) как «функционер» хоккея . Позже был признан членом Зала хоккейной славы в Торонто. В 1998 году был введен в Зал славы ИИХФ. Таким образом, он является членом всех 3-х международных Залов славы — единственный из всех.